# Viola muehldorfii
Viola muehldorfii (Thouars) Baill. – gatunek roślin z rodziny fiołkowatych (Violaceae). Występuje endemicznie naturalnie na Rosyjskim Dalekim Wschodzie (w obwodzie amurskim i Kraju Nadmorskim), w Chinach (w prowincji Heilongjiang) oraz na Półwyspie Koreańskim. 

## Morfologia
PokrójBylina dorastająca do 20–60 cm wysokości, tworzy kłącza.
LiścieBlaszka liściowa ma kształt od nerkowatego do owalnego. Mierzy 1,5 cm długości oraz 0,5–2 cm szerokości, jest piłkowana na brzegu, ma sercowatą nasadę i nagle zaostrzony wierzchołek. Ogonek liściowy jest nagi i ma 3–10 cm długości. Przylistki są owalne.
KwiatyPojedyncze, wyrastające z kątów pędów. Mają działki kielicha o owalnym lub lancetowatym kształcie i dorastające do 8 mm długości. Płatki są odwrotnie jajowate i mają żółtą barwę, dolny płatek jest niemal łyżeczkowaty, mierzy 15-20 mm długości, z purpurowymi żyłkami, posiada obłą ostrogę o długości 2 mm.
OwoceTorebki mierzące 7 mm długości, o elipsoidalnym kształcie.

## Biologia i ekologia
Rośnie w lasach i na brzegach cieków wodnych. 